# محوطه کوه گر ۲
محوطه باستانی کوه گر ۲ مربوط به سده‌های میانه دوران‌های تاریخی پس از اسلام است و در شهرستان سرباز، بخش آشار، ۶/۵ کیلومتری شرق مرکز بخش آشار، ۳۰۰ متری غرب کوه گر ۱ واقع شده و این اثر در تاریخ ۲۷ اسفند ۱۳۸۶ با شمارهٔ ثبت ۲۲۶۸۹ به‌عنوان یکی از آثار ملی ایران به ثبت رسیده است.